# Rosemarie Koczy

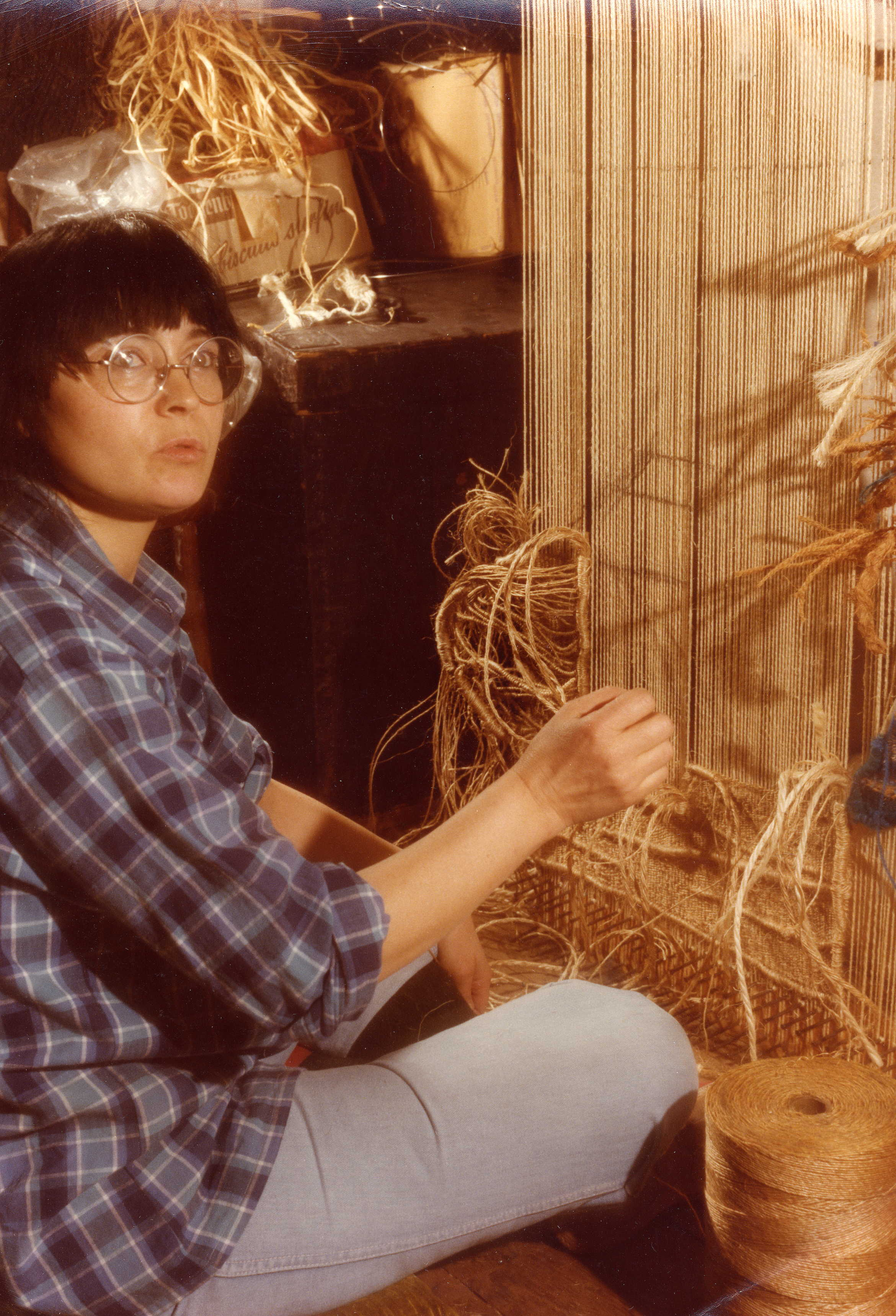
Rosemarie Koczy (1978)

Rosemarie Inge Koczÿ, auch Koczy, (geboren 5. März 1939 in Recklinghausen; gestorben 12. Dezember 2007 in Croton-on-Hudson, New York) war eine deutsch-schweizerisch-US-amerikanische Künstlerin.

## Leben
Koczÿ wuchs nach der Scheidung ihrer Eltern zunächst bei der Mutter, dann bei ihren Großeltern und letztendlich in einem katholischen Waisenhaus auf. 1959 ging sie in die Schweiz und besuchte ab 1961 die École des arts décoratifs in Genf, wo sie 1965 einen Studienabschluss machte. Koczy war mit einem Schweizer verheiratet und erhielt dadurch die Schweizer Bürgerrechte. 1972 lernte sie Peggy Guggenheim kennen, die sie mit einer Tapisserie beauftragte. Sie und ihr späterer Mentor Thomas Messer, Direktor des Solomon R. Guggenheim Museums, ermutigten Koczy, ihre Karriere in New York fortzusetzen. Dort heiratete sie 1984 in zweiter Ehe den Klavierbauer und Komponisten Louis Pelosi und wohnte und arbeitete fortan in der Kleinstadt Croton-on-Hudson etwa 70 Kilometer nördlich von New York City.
Koczy forschte zu Lebzeiten zu ihrer eigenen Familiengeschichte. Dies beinhaltete Anfragen an den Suchdienst des Roten Kreuzes, den International Tracing Service und deutsche Behörden. Ergänzt wurden die Bemühungen durch Reisen nach Deutschland und Nachforschungen vor Ort. Ab Mitte der 1970er Jahre malte Koczy vorwiegend Bilder, die den Holocaust thematisieren.
Die Kunsthalle Recklinghausen stellte 2017 einhundert ihrer Bilder aus, die als Schenkung an ihre Heimatstadt gingen.

## Kontroverse um biographische Angaben
2017 unternahm die Stadt Recklinghausen die Initiative, Rosemarie Koczy und ihre Familie in das Recklinghäuser Gedenkbuch „Opfer und Stätten der Herrschaft, der Verfolgung und des Widerstands“ aufzunehmen. Im Zuge dieser als Formalie begonnenen Recherche sei deutlich geworden, dass sich keinerlei Hinweise auf die Verfolgung Koczys oder ihrer Angehörigen fanden.
Rosemarie Koczy beschrieb ihre Familienbiographie im Laufe ihres Lebens unterschiedlich. Übereinstimmendes Element war allerdings zu jedem Zeitpunkt, dass sie als Jüdin verfolgt und in ein Konzentrationslager deportiert worden sei. Ihre realen Familienverhältnisse verwob sie dabei teilweise mit offensichtlichen Fiktionen: Sie behauptete beispielsweise, dass ihre Großeltern mütterlicherseits ein Juweliergeschäft in Recklinghausen geführt hätten. Tatsächlich war ihr Großvater Inhaber eines Uhren- und Optikergeschäfts in der Hochlarmarkstraße 97. Doch anders als von Koczy behauptet, wurde weder der Laden von den Nationalsozialisten verwüstet und ausgeraubt, noch wurden die Großeltern verhaftet oder deportiert.
Eine Verfolgungsbiographie der Eltern lässt sich durch die vom Stadtarchiv Recklinghausen gesichteten Dokumente ebenfalls ausschließen. Für ihre 1943 geschiedene Ehe hatten Koczys Eltern zuvor, wie durch die antisemitischen Nürnberger Gesetze vorgeschrieben, einen Nachweis zur „Deutschblütigkeit“ erbracht. Weiterhin legen die Meldedaten nahe, dass beide Elternteile in der Wehrmacht dienten. Karl Koczy wurde im April 1944 zur Wehrmacht eingezogen und galt nach 1945 als vermisst.
Koczy erklärte weiterhin, ihre Großeltern hätten sie 1951 in einem DP-Camp gefunden und in ihre Obhut geholt. Tatsächlich finden sich in den überlieferten Unterlagen keinerlei Hinweise darauf, dass Rosemarie Koczy jemals in einem DP-Lager untergebracht war.
Sie behauptete weiterhin, mit ihren Eltern und ihrer Schwester 1942 in ein Außenlager des Konzentrationslagers Dachau deportiert worden zu sein. Nach der Befreiung sei ihre Mutter psychisch nicht mehr in der Lage gewesen, sich um das Kind zu kümmern, daher wuchs Rosemarie bei den Großeltern und in einem Kinderheim auf. Koczy bezog sich in ihrer künstlerischen Arbeit später auf die KZ-Haft. Nach Angaben des Stadtarchivs Recklinghausen hat die Künstlerin jedoch vorsätzlich falsch angegeben, Jüdin und in einem Konzentrationslager gewesen zu sein. Nachforschungen in Standesamts- und Melderegistern belegten, dass Koczÿ keine Jüdin war, sondern ebenso wie ihre Eltern und Großeltern römisch-katholisch getauft war.
Die Gedenkstätte Yad Vashem gab nach den Berichten über die Unstimmigkeiten in Koczys Biographie bekannt, die von ihr gestalteten Kunstwerke weiterhin auszustellen. Die Arbeiten Koczys seien ungeachtet der Richtigkeit ihrer Aussagen eine Reaktion auf den Holocaust und damit für die dortige Kunstsammlung relevant. Gleichzeitig kündigte man eigene Nachforschungen an.

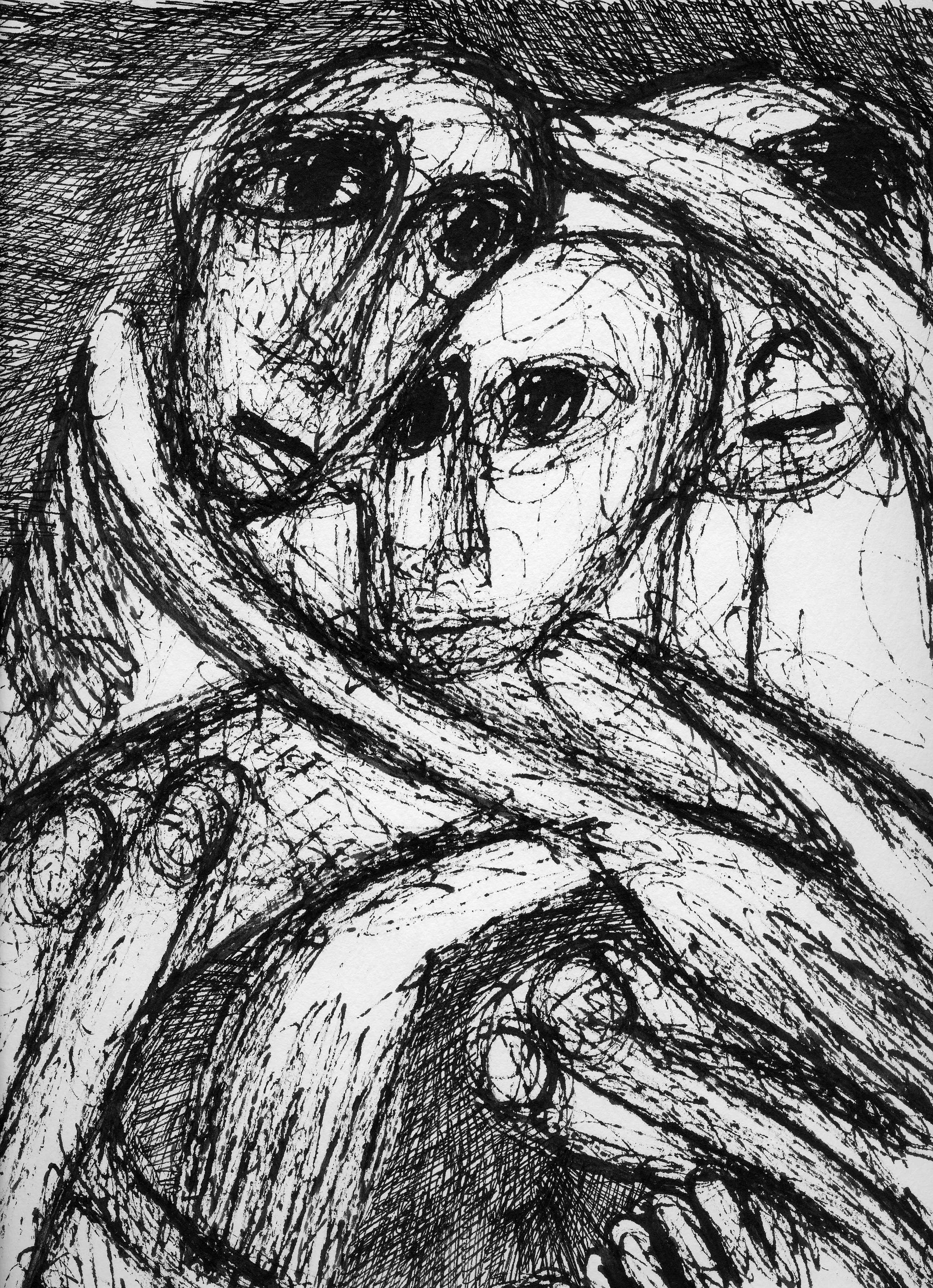

## Ausstellungen (Auswahl)
- Marion M. Callis: Rosemarie Koczÿ, Art As Witness, L’Art Comme Témoignage. QCC Art Gallery, The City University of New York, Bayside, New York 2013
- Rosemarie Koczÿ, I Weave You a Shroud. Hrsg.: QCC Art Gallery Press, The City University of New York, Bayside, New York 2009
- Rosemarie Koczy : Zeichnungen 1980–1990. Köln: Galerie Susanne Zander, 1990